# International Association for Plant Taxonomy
De International Association for Plant Taxonomy (IAPT) is een internationale associatie voor plantensystematiek. De organisatie is opgericht op het zevende Internationaal Botanisch Congres in Stockholm, op 18 juli 1950. Het hoofdkwartier van de organisatie bevindt zich momenteel in Bratislava. Tussen 2005 en 2011 diende David Mabberley als voorzitter van de organisatie. 
De IAPT heeft als doel om projecten die van belang zijn voor botanici uit te voeren. Het gaat hierbij met name om projecten die baat hebben bij een internationale samenwerking.
De IAPT richt zich specifiek op biodiversiteit, taxonomie, evolutiebiologie en nomenclatuur van planten en schimmels (zowel modern als uitgestorven). Ze beheert het International Bureau for Plant Taxonomy and Nomenclature en de nomenclatuurcomités; ze is betrokken bij de organisatie van de sessies tijdens de Internationale Botanische Congressen die betrekking hebben op de botanische nomenclatuur. 
De IAPT is verantwoordelijk voor meerdere publicaties. Het tijdschrift Taxon verschijnt zes keer per jaar. De publicatiereeks Regnum Vegetabile omvat niet alleen de toenmalige boekversie van de Index Nominum Genericorum en de monumentale Taxonomic Literature (tweede editie), maar ook telkens, in een herziene uitgave, opnieuw uitgegeven titels als de International Code of Nomenclature for algae, fungi, and plants (tot 2012 de International Code of Botanical Nomenclature) en de Index Herbariorum (twee delen).
De IAPT reikt diverse onderscheidingen uit. De "Engler Medal in Silver" wordt uitgereikt voor uitmuntende publicaties op het gebied van monografische en floristische plantensystematiek. Ontvangers van deze medaille zijn onder meer Scott Mori, Walter Judd, Aljos Farjon, Warren L. Wagner en John Dransfield. De "Engler Medal in Gold" wordt toegekend voor iemands levenslange verdiensten voor de plantensystematiek. In 1999 was deze onderscheiding voor Peter Raven. De "Stafleu Medal" is bestemd voor 'een excellente publicatie op het gebied van de historische, bibliografische en/of nomenclaturele aspecten van de plantensystematiek'. In 2008 was deze onderscheiding voor Charlie Jarvis. 